# Rallye Safari 1971
Le Rallye Safari 1971 (19th East African Safari), disputé du 8 au 12 avril 1971, est la onzième manche du Championnat international des marques (IRC) courue depuis 1970 et la quatrième manche du Championnat international des marques 1971.

## Contexte avant la course

### Le championnat international des rallyes pour marques

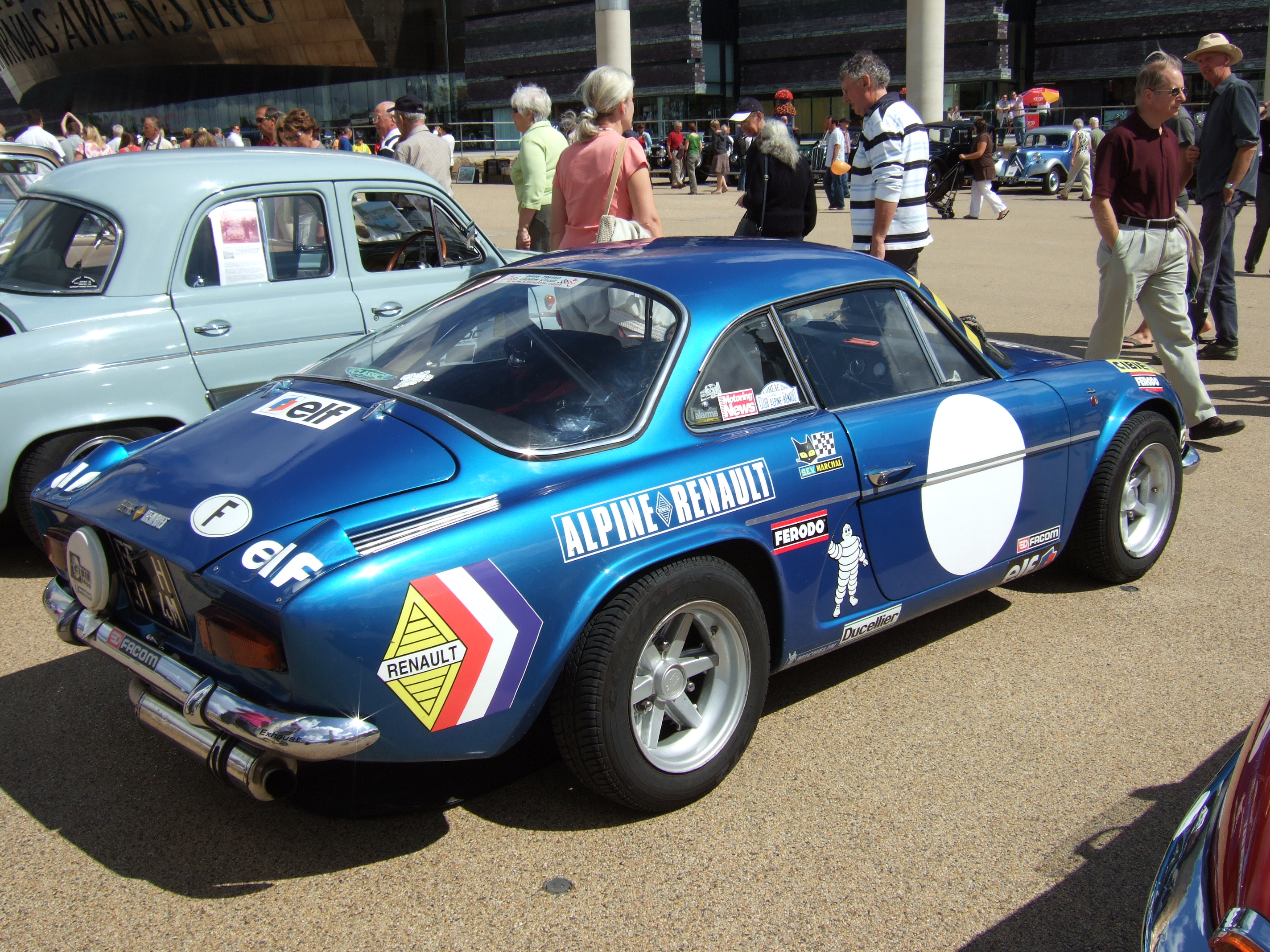
Les Alpine A110 se sont déjà imposées à deux reprises cette saison.

Alors que le championnat d'Europe des rallyes pour conducteurs fut créé en 1953, ce n'est que quinze ans plus tard, en 1968 qu'apparut le championnat d'Europe des rallyes pour marques (ERC), Ford devenant cette année-là le premier constructeur titré dans la discipline. En 1970, le championnat devint intercontinental et fut rebaptisé championnat international des rallyes pour marques (IRCM) en intégrant une épreuve africaine, le Safari. Le calendrier 1971 comprend neuf manches, deux de plus que l'année précédente grâce à l'ajout du Rallye du Maroc et au retour de la Coupe des Alpes. Les épreuves sont réservées aux catégories suivantes :
- Groupe 1 : voitures de tourisme de série
- Groupe 2 : voitures de tourisme spéciales
- Groupe 3 : voitures de grand tourisme de série
- Groupe 4 : voitures de grand tourisme spéciales

Ayant été à deux doigts de remporter le titre 1970 face à Porsche, Alpine a effectué un très beau début de saison grâce aux victoires d'Ove Andersson au Rallye Monte-Carlo et au Rallye Sanremo-Sestriere, au volant de la berlinette A110. Malgré un échec en Suède, la marque de Jean Rédélé est nettement en tête du championnat 1971, avec sept points d'avance sur Lancia. Une victoire au Safari du constructeur italien rebattrait cependant les cartes, Alpine ayant fait l'impasse sur l'épreuve kényane.

### L'épreuve
Créé à l'initiative d'Eric Cecil en hommage à Élisabeth II, qui venait d'effectuer un déplacement officiel au Kenya, le «Coronation Safari» fut disputé pour la première fois au printemps 1953, l'épreuve s'achevant la veille de la cérémonie de couronnement de la nouvelle reine. Sillonnant les pistes des états est-africains du Commonwealth (Kenya, Ouganda, Tanzanie), ce rallye a rapidement acquis une notoriété internationale et attiré les constructeurs soucieux de démontrer l'endurance et la robustesse de leurs modèles sur des parcours difficiles. Renommé «East African Safari» à partir de 1960, ce rallye se court désormais en période de Pâques, le classement s'effectuant sur le principe des secteurs sélectifs, devant être couverts à une moyenne imposée, généralement difficile à respecter sur des terrains rocailleux ou boueux, jalonnés de gués et de bourbiers. Avec quatre succès acquis entre 1963 et 1968, Peugeot y détient le record de victoires.

## Le parcours
- départ : 8 avril 1971 de Nairobi
- arrivée : 12 avril 1971 à Nairobi
- distance : 6 200 km
- surface : terre et rocaille, quelques secteurs boueux
- Parcours divisé en deux étapes[3]

### Première étape
Nairobi - Mombasa - Dar es Salam - Arusha - Nairobi, 3 000 km, du 8 au 10 avril

### Deuxième étape
Nairobi - Kampala - Kabale - Nakuru - Nairobi, 3 200 km, du 10 au 12 avril

## Les forces en présence
- Lancia

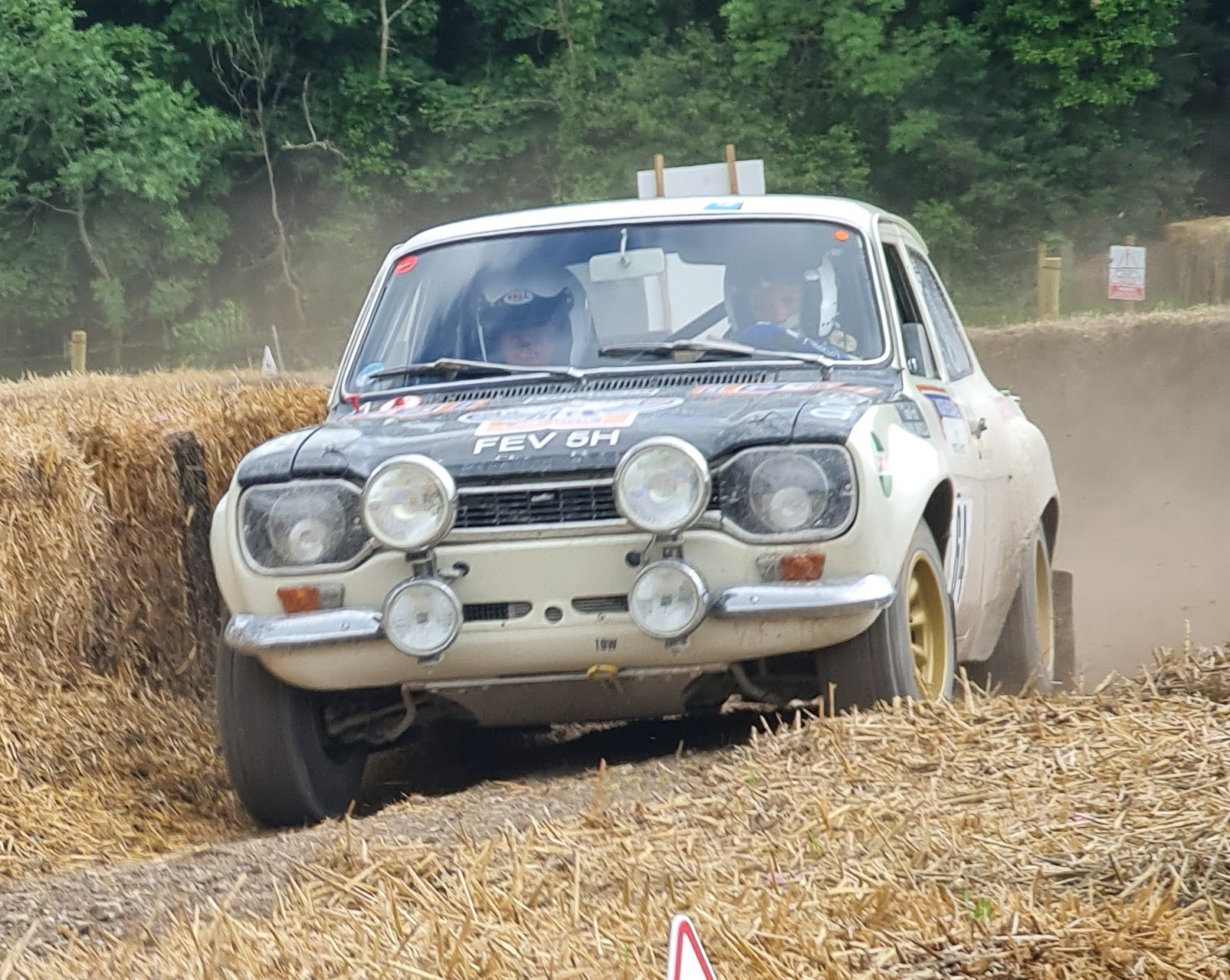
Une Ford Escort Twin Cam groupe 2.

La Scuderia Lancia a engagé trois Fulvia HF groupe 4 pour Harry Källström/Gunnar Häggbom, Sandro Munari/Lofty Drews et Simo Lampinen/John Davenport. Au sein de sa propre écurie, patronnée par Castrol et la firme alimentaire Bio-Strath, Tony Fall (navigué par Mike Wood) dispose d'un modèle identique, aux couleurs près. Pour l'épreuve africaine, les voitures sont munies d'un blindage en acier et d'une protection tubulaire devant les phares et pèsent environ 950 kg dans cette configuration. Leur moteur V4 de 1 584 cm3, alimenté par deux carburateurs Dell'Orto à double-corps, développe 145 chevaux. Les coupés Lancia sont des tractions. Ils sont chaussés de pneus Pirelli.
- Datsun

Victorieux l'année précédente, le constructeur japonais est de nouveau présente en force, alignant quatre coupés 240 Z groupe 4. Aux trois équipages initialement engagés (Edgar Herrmann/Hans Schüller, Rauno Aaltonen/Paul Easter et Shekhar Mehta/Mike Doughty) est venu se greffer un quatrième, les Kényans Bob Gerrish et Jack Simonian se partageant le volant du mulet utilisé par Herrmann lors des reconnaissances. Les quatre voitures bénéficient d'une protection en aluminium montée sous la caisse et d'une garde au sol surélevée à l'arrière. Elles sont motorisées par un six cylindres en ligne de 2 393 cm3, d'une puissance de l'ordre de 210 chevaux. Elles pèsent un peu plus d'une tonne. Contrairement à leurs coéquipiers, qui utilisent des pneus Dunlop fabriqués au Japon, Gerrish/Simonian auront des pneus produits par Michelin pour le distributeur Sears Roebuck. Parmi les nombreuses voitures de la marques engagées à titre privé, on note la présence de l'équipage féminin Rosemary Smith/Diane Haldane sur une berline 1600 SSS groupe 2.
- Ford

L'usine britannique de Ford, située à Boreham, a préparé six Escort Twin Cam groupe 2. Elles sont aux mains de Robin Hillyar/Jock Aird, Hannu Mikkola/Gunnar Palm, Vic Preston Jr/Ben Smith, Timo Mäkinen/Henry Liddon, Roger Clark/Gilbert Staepelaere et Joginder Singh/Jaswant Singh. Pour les pistes africaines, un blindage en magnésium a été ajouté sous la caisse de ces berlines à transmission classique, portant le poids à 850 kg. La puissance du moteur quatre cylindres à double arbre à cames en tête de 1 558 cm3, alimenté par deux carburateurs Weber à double-corps, a été volontairement limitée à 140 chevaux, les motoristes privilégiant la souplesse d'utilisation. Hillyar utilise des pneus fournis par Sears Roebuck alors que ses coéquipiers utilisent des Dunlop.
- Peugeot

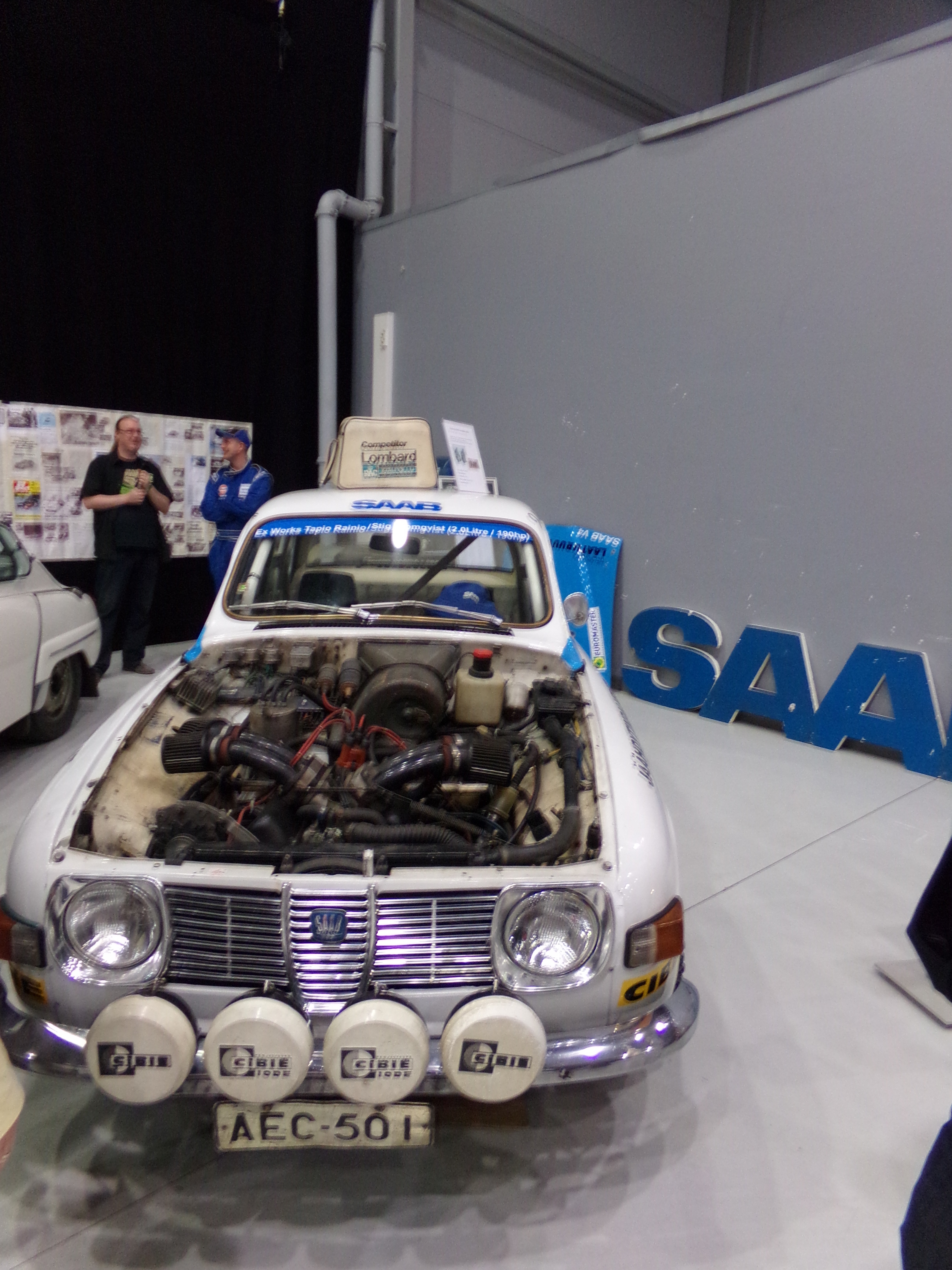
Les Saab 96 sont dotées d'un moteur Ford V4 de 120 chevaux.

La firme française est officiellement représentée par ses importateurs, Marshall E.A. Ltd. alignant quatre 504 et deux 304, alors que Tanganyika Motors Ltd. engage une 504 pour Bert Shankland (double vainqueur de l'épreuve), navigué par Chris Bates ; toutes ces berlines sont homologuées en groupe 2. Huit autres voitures de la marques sont aux mains d'équipages privés. L'important kényan a confié ses quatre 504 à Hugh Lionnet/Philip Hechle, Peter Huth/John McConnell, Kim Mandeville/Stuart Allison et Roger Harris/Peter Austin, les deux 304 étant menées par Peter Parsons/David McConnell et Sam Dhebar/Brian Green. Si les 304 ne peuvent viser que la victoire de classe (1000 à 1 300 cm3), les grandes berlines à transmission classique, bien que semblables aux modèles de série, ont été spécialement affutées en vue d'un nouveau succès de la marque : en plus du carénage inférieur, elles bénéficient d'un différentiel autobloquant Hewland et de suspensions renforcées. Alimenté par injection, leur moteur deux litres délivre environ 110 chevaux. Elles pèsent 1 300 kg et sont chaussées de pneus Firestone.
- Porsche

Pour sa première participation officielle au Safari, le constructeur de Stuttgart aligne trois coupés 911 S groupe 4 pour Björn Waldegård/Lars Helmér, Åke Andersson/Hans Thorszelius et Sobiesław Zasada/Marian Bień. Leur moteur six cylindres à plat refroidi par air, monté en porte-à-faux arrière, a été réalésé pour porter la cylindrée de 2,4 litres, la puissance étant toutefois ramenée à 190 chevaux pour favoriser sa souplesse. Une plaque d'aluminium protège le moteur, le train roulant et la boîte de vitesses. Le poids de ces voitures dont la une garde au sol a été relevée et les suspensions renforcées est de l'ordre d'une tonne. Elles sont équipées de pneus Sears Roebuck.
- Saab

Bénéficiant du soutien de Sears Roebuck, fournisseur de pneumatiques, la marque suédoise a engagé deux coaches 96 groupe 2 pour Stig Blomqvist/Arne Hertz et Tom Trana/Solve Andreasson. Leur moteur Ford V4 de 1 699 cm3 bénéficie d'un arbre à cames renforcé. Il développe 120 chevaux à 6500 tr/min. Équipées d'un blindage de protection sous le châssis, ces voitures pèsent un peu plus d'une tonne. Souffrant d'une angine, Trana ne va pouvoir prendre le départ de l'épreuve. Berndt Melin, un des mécaniciens de l'équipe, dispose heureusement d'une licence de pilote qui lui permet de remplacer Trana au pied levé, partageant le volant de la deuxième Saab avec Andreasson.
- BMW

Le pilote local Robin Ulyate, navigué par son compatriote Ivan Smith, prendra le départ sur une BMW 2002 Ti groupe 2 (1 000 kg, transmission classique, moteur deux litres, 120 chevaux) engagée par un importateur de la marque bavaroise. Cette voiture est équipée de pneus Dunlop.
- DAF

Le constructeurs néerlandais a engagé quatre 55 groupe 2 à moteur 1 150 cm3. Les deux voitures les plus récentes seront confiées à Jean-Louis Haxhe/Christian Delferier et Claude Laurent/Jacques Marché, tandis que les équipages Aziz Tejpar/Natu Vadgama et Wim Luijbregts/Kees Luijbregts partiront sur des modèles de l'année précédente.
- Volvo

L'usine a préparé une Volvo 142 S groupe 2 pour Bengt Söderström/Torsten Palm. Cette grosse berline à transmission classique et moteur deux litres pèse plus de 1 100 kg.

## Déroulement de la course

### Première étape

#### Nairobi - Mombasa
Les 107 équipages s'élancent de Nairobi le jeudi midi, en direction de l'Océan Indien. Sur cette première partie du parcours, la moyenne imposée entre les différents contrôles horaires est supérieure à 140 km/h. Les pistes sont sèches et le trajet ne présente pas de grande difficulté mais les voitures les moins puissantes, comme les quatre DAF officielles, sont loin de pouvoir tenir une telle cadence et vont être lourdement pénalisées. La plupart des favoris accomplissent cette première partie du parcours en ne perdant que quelques minutes sur les temps impartis. Après avoir loupé une intersection, quelques kilomètres avant un contrôle horaire, Joginder Singh a effectué une marche arrière pour reprendre la bonne route mais s'est retrouvé ensuite dans l'impossibilité d'enclencher une vitesse, sélecteur de boîte de sa Ford Escort cassé ! Singh rejoint le point de contrôle en marche arrière et perdra encore un temps précieux avant que ses mécaniciens ne soient prévenus, et c'est avec quatre heures de retard qu'il pourra enfin reprendre la course. Sur la quatrième Datsun officielle, Bob Gerrish a également perdu beaucoup de temps, l'éclatement d'un pneu ayant endommagé le réservoir de carburant, qu'il a fallu remplacer. Au regroupement de Mombasa, le jeudi soir, Rauno Aaltonen est en tête, le pilote Datsun ne possédant toutefois qu'une minute d'avance sur la Ford d'Hannu Mikkola, la Lancia de Sandro Munari et la Porsche de Björn Waldegård. Les écarts ne sont guère significatifs à ce stade de la course, les onze premiers étant groupés en moins de cinq minutes.

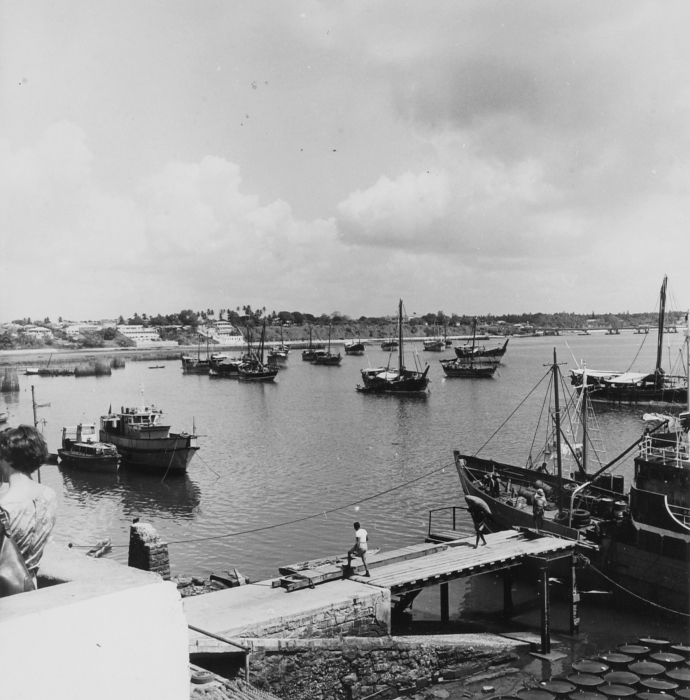
Mombasa, sur le parcours de la première étape.

| Pos. | Pilote          | Copilote            | Voiture                | Groupe | Pénalisations | Écart   |
| ---- | --------------- | ------------------- | ---------------------- | ------ | ------------- | ------- |
| 1    | Rauno Aaltonen  | Paul Easter         | Datsun 240Z            | 4      | 5 min         |         |
| 2    | Hannu Mikkola   | Gunnar Palm         | Ford Escort TC         | 2      | 6 min         | + 1 min |
| 2=   | Sandro Munari   | Lofty Drews         | Lancia Fulvia coupé HF | 4      | 6 min         | + 1 min |
| 2=   | Björn Waldegård | Lars Helmér         | Porsche 911 S          | 4      | 6 min         | + 1 min |
| 5    | Roger Clark     | Gilbert Staepelaere | Ford Escort TC         | 2      | 7 min         | + 2 min |
| 6    | Timo Mäkinen    | Henry Liddon        | Ford Escort TC         | 2      | 8 min         | + 3 min |
| 6=   | Shekhar Mehta   | Mike Doughty        | Datsun 240Z            | 4      | 8 min         | + 3 min |
| 8    | Åke Andersson   | Hans Thorszelius    | Porsche 911 S          | 4      | 9 min         | + 4 min |
| 8=   | Tony Fall       | Mike Wood           | Lancia Fulvia coupé HF | 4      | 9 min         | + 4 min |
| 8=   | Harry Källström | Gunnar Häggbom      | Lancia Fulvia coupé HF | 4      | 9 min         | + 4 min |
| 8=   | Simo Lampinen   | John Davenport      | Lancia Fulvia coupé HF | 4      | 9 min         | + 4 min |

#### Mombasa - Dar es Salam

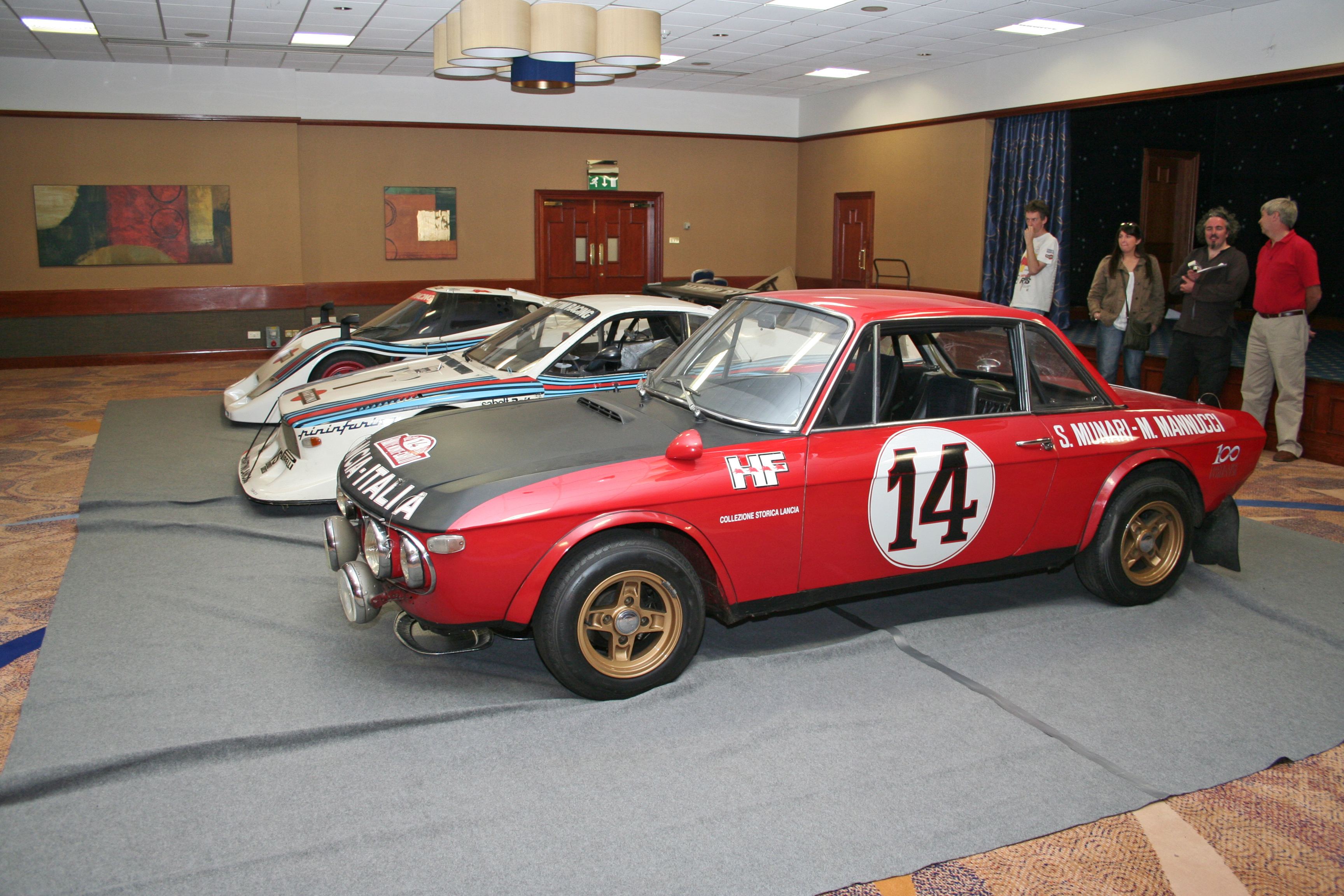
Une Lancia Fulvia HF semblable à celle de Sandro Munari. Le leader de l'équipe italienne n'a pu atteindre Dar es Salam, la rupture d'un demi-arbre ayant entraîné son abandon.

Les concurrents repartent à la tombée de la nuit, en direction de la Tanzanie. Personne n'est en mesure de soutenir le rythme imposé et, au contrôle de Mombo, de lourdes pénalisations tombent. Mikkola, qui a attaqué à outrance, parvient à pointer avec seulement neuf minutes de retard et prend la tête du rallye, devant la Porsche de Waldegård. Les autres pilotes Ford ont été ralentis des problèmes de boîte de vitesses et ont perdu des places. Il se met à pleuvoir au moment d'effectuer La boucle à travers les monts Usambara, les pistes se révélant alors particulièrement glissantes. Waldegård s'y montre très à l'aise et domine nettement ses adversaires, prenant le commandement de la course. Aaltonen est sorti de la route et, triangle de suspension endommagé, a dû lever le pied. Munari a abandonné, un demi-arbre de sa Lancia s'étant rompu. Les équipages atteignent Dar es Salam le vendredi matin. Waldegård possède alors dix-neuf minutes d'avances sur Mikkola et trente-six sur la Saab de Stig Blomqvist, qui s'est montré très performant sous la pluie. Ce dernier est talonné par la Datsun d'Edgar Herrmann. Viennent ensuite la Porsche d'Åke Andersson et la Datsun d'Aaltonen, qui se tiennent en une minute, précédant la Lancia de Simo Lampinen et la Porsche de Sobiesław Zasada, à égalité. Timo Mäkinen a passé une heure à réparer la suspension avant de son Escort et n'occupe que le dixième rang, derrière la Peugeot de Bert Shankland. Clark a quant à lui perdu plus de heures à cause de la casse des supports de moteur. La Datsun de Gerrish n'est plus là, l'alternateur ayant lâché.
| Pos. | Pilote           | Copilote         | Voiture                | Groupe | Pénalisations | Écart        |
| ---- | ---------------- | ---------------- | ---------------------- | ------ | ------------- | ------------ |
| 1    | Björn Waldegård  | Lars Helmér      | Porsche 911 S          | 4      | 53 min        |              |
| 2    | Hannu Mikkola    | Gunnar Palm      | Ford Escort TC         | 2      | 1 h 12 min    | + 19 min     |
| 3    | Stig Blomqvist   | Arne Hertz       | Saab 96 V4             | 2      | 1 h 29 min    | + 36 min     |
| 4    | Edgar Herrmann   | Hans Schüller    | Datsun 240Z            | 4      | 1 h 32 min    | + 39 min     |
| 5    | Åke Andersson    | Hans Thorszelius | Porsche 911 S          | 4      | 1 h 39 min    | + 46 min     |
| 6    | Rauno Aaltonen   | Paul Easter      | Datsun 240Z            | 4      | 1 h 40 min    | + 47 min     |
| 7    | Simo Lampinen    | John Davenport   | Lancia Fulvia coupé HF | 4      | 1 h 45 min    | + 52 min     |
| 7=   | Sobiesław Zasada | Marian Bień      | Porsche 911 S          | 4      | 1 h 45 min    | + 52 min     |
| 9    | Bert Shankland   | Chris Bates      | Peugeot 504            | 2      | 1 h 48 min    | + 55 min     |
| 10   | Timo Mäkinen     | Henry Liddon     | Ford Escort TC         | 2      | 1 h 55 min    | + 1 h 02 min |

#### Dar es Salam - Arusha
Les équipages repartent de Dar es Salam après quatre heures de repos. La traversée de la steppe maasaï est éprouvante pour les suspensions des voitures, les longues lignes droites, recouvertes de cailloux, étant très bosselées. Dans ce secteur très rapide, la Saab de Blomqvist manque de puissance et le pilote suédois perd quelques places. À la tombée de la nuit, à Arusha, Waldegård mène toujours devant Mikkola, qu'une casse de support moteur a empêché de prendre la tête. Bénéficiant d'une excellente vitesse de pointe, les Datsun ont bien progressé et sont maintenant respectivement troisième (Herrmann), quatrième (Aaltonen) et septième (Shekhar Mehta), la première d'entre elles n'étant plus qu'à une minute de la Ford de Mikkola. Occupant les cinquième et sixième places, la Porsche de Zasada et l'Escort de Mäkinen sont encadrées par les voitures japonaises. Blomqvist a perdu plus d'un quart d'heure pour faire remplacer un disque de freins cassé et ne figure plus parmi les dix premiers. Andersson a quant à lui été retardé par la perte d'un amortisseur, incident lui ayant couté une heure et demie de pénalisation au contrôle suivant ; il est désormais très loin au classement général.
| Pos. | Pilote           | Copilote       | Voiture                | Groupe | Pénalisations | Écart        |
| ---- | ---------------- | -------------- | ---------------------- | ------ | ------------- | ------------ |
| 1    | Björn Waldegård  | Lars Helmér    | Porsche 911 S          | 4      | 1 h 18 min    |              |
| 2    | Hannu Mikkola    | Gunnar Palm    | Ford Escort TC         | 2      | 1 h 36 min    | + 18 min     |
| 3    | Edgar Herrmann   | Hans Schüller  | Datsun 240Z            | 4      | 1 h 37 min    | + 19 min     |
| 4    | Rauno Aaltonen   | Paul Easter    | Datsun 240Z            | 4      | 1 h 57 min    | + 39 min     |
| 5    | Sobiesław Zasada | Marian Bień    | Porsche 911 S          | 4      | 2 h 09 min    | + 51 min     |
| 5=   | Timo Mäkinen     | Henry Liddon   | Ford Escort TC         | 2      | 2 h 09 min    | + 51 min     |
| 7    | Shekhar Mehta    | Mike Doughty   | Datsun 240Z            | 4      | 2 h 10 min    | + 52 min     |
| 8    | Stig Blomqvist   | Arne Hertz     | Saab 96 V4             | 2      | 2 h 17 min    | + 59 min     |
| 9    | Harry Källström  | Gunnar Häggbom | Lancia Fulvia coupé HF | 4      | 2 h 21 min    | + 1 h 03 min |
| 10   | Bert Shankland   | Chris Bates    | Peugeot 504            | 2      | 2 h 24 min    | + 1 h 06 min |

#### Arusha - Nairobi
Le retour vers Nairobi ne présente pas de difficulté majeure. Les pistes sont sèches et permettent des vitesses élevées. Mikkola va cependant perdre près d'une demi-heure sur ses adversaires pour faire remplacer des éléments de suspension endommagée. Le Finlandais rétrograde à la quatrième place, derrière Herrmann et d'Aaltonen. Sur la Saab de Blomqvist, la boîte de vitesses a dû être changée et le Suédois ne figure plus parmi les dix premiers. Waldegård achève cette première étape avec treize minutes d'avance sur la première Datsun. Son coéquipier Zasada est toujours cinquième, mais ne compte plus que deux minutes de retard sur Mikkola. Mehta, sixième, est sur leurs talons.

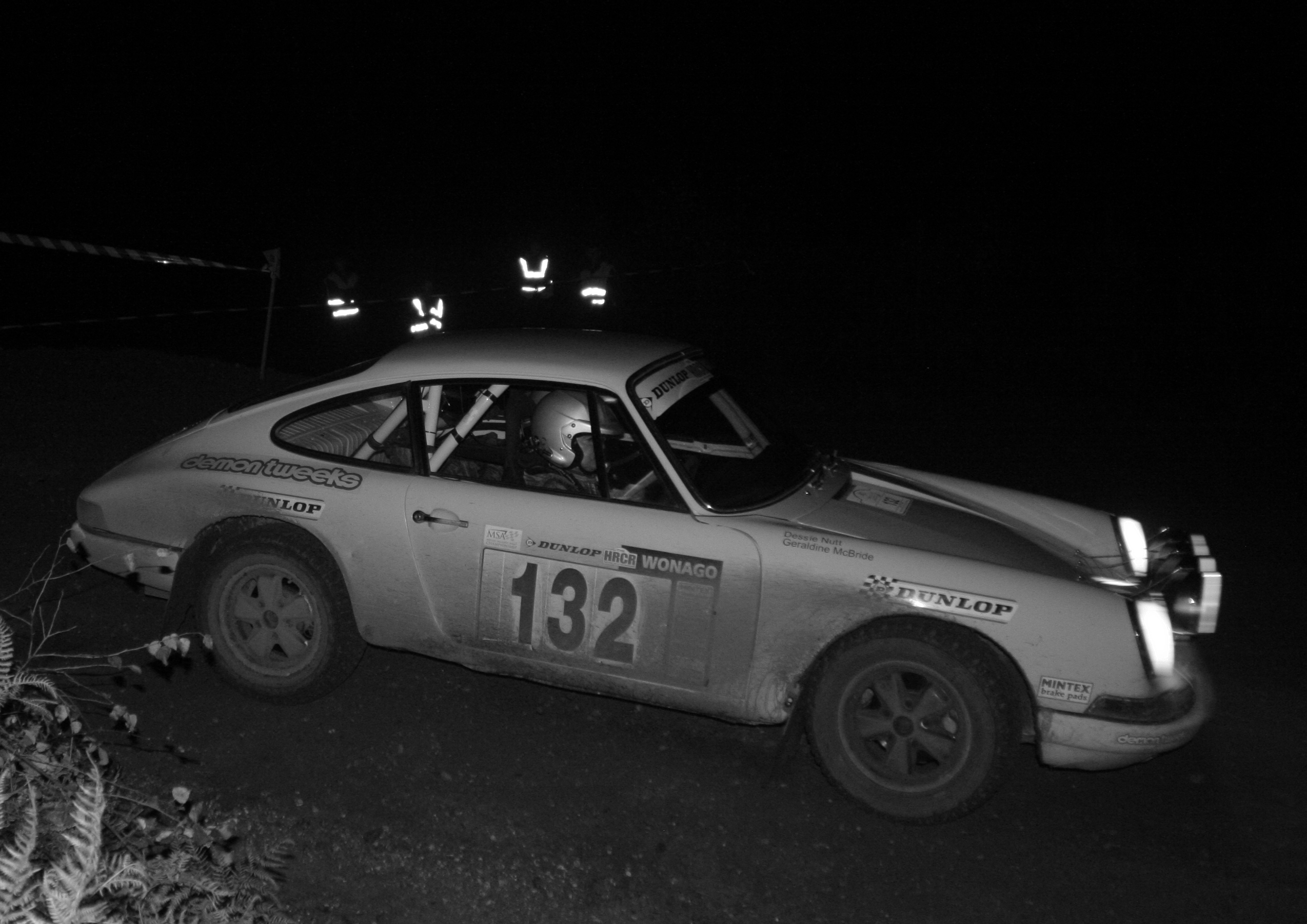
Une Porsche 911 S semblable à celle de Waldegård. Au terme de la première étape, le pilote suédois est en tête de la course.

| Pos. | Pilote           | Copilote       | Voiture                | Groupe | Pénalisations | Écart        |
| ---- | ---------------- | -------------- | ---------------------- | ------ | ------------- | ------------ |
| 1    | Björn Waldegård  | Lars Helmér    | Porsche 911 S          | 4      | 1 h 24 min    |              |
| 2    | Edgar Herrmann   | Hans Schüller  | Datsun 240Z            | 4      | 1 h 37 min    | + 13 min     |
| 3    | Rauno Aaltonen   | Paul Easter    | Datsun 240Z            | 4      | 1 h 57 min    | + 33 min     |
| 4    | Hannu Mikkola    | Gunnar Palm    | Ford Escort TC         | 2      | 2 h 07 min    | + 43 min     |
| 5    | Sobiesław Zasada | Marian Bień    | Porsche 911 S          | 4      | 2 h 09 min    | + 45 min     |
| 6    | Shekhar Mehta    | Mike Doughty   | Datsun 240Z            | 4      | 2 h 10 min    | + 46 min     |
| 7    | Harry Källström  | Gunnar Häggbom | Lancia Fulvia coupé HF | 4      | 2 h 22 min    | + 58 min     |
| 8    | Bert Shankland   | Chris Bates    | Peugeot 504            | 2      | 2 h 24 min    | + 1 h 00 min |
| 9    | Timo Mäkinen     | Henry Liddon   | Ford Escort TC         | 2      | 2 h 30 min    | + 1 h 06 min |
| 10   | Robin Hillyar    | Jock Aird      | Ford Escort TC         | 2      | 2 h 43 min    | + 1 h 19 min |

### Deuxième étape

#### Nairobi - Kampala
Les équipages repartent de Nairobi le samedi midi pour gagner la frontière ougandaise. La deuxième étape est nettement moins rapide que la précédente, les pistes étant beaucoup plus sinueuses. La moyenne imposée (85 km/h) ne pose pas de problème sur la première partie du parcours, où les pistes sont sèches, la seule difficulté étant la montée de la vallée du Rift au plateau qui la surplombe, à trois mille mètres d'altitude, secteur que seul Waldegård parcourra dans le temps imparti. Le soir, à Kampala, le classement reste pratiquement inchangé après les huit cents premiers kilomètres de la deuxième étape. Parmi les favoris, seul Aaltonen a été fortement pénalisé, l'embrayage de sa Datsun ayant dû être entièrement démonté. Le Finlandais a rétrogradé à la septième place. Waldegård mène toujours, avec un quart d'heure d'avance sur Herrmann, qui a failli être disqualifié pour avoir pointé plus d'une demi-heure d'avance à un contrôle horaire. Zasada et Mehta sont à égalité à la troisième place, avec trois quarts d'heure de retard sur la Porsche de tête et seulement deux minutes d'avance sur Mikkola. Auteur d'un course très régulière, Bert Shankland occupe le sixième rang sur sa Peugeot 504. Lampinen est très attardé, ayant heurté le cheval d'un gendarme en descendant de la rampe de départ, à Nairobi. Il a perdu plus d'une heure pour aller au garage faire remplacer son pare-brise, avant de tomber en panne d'alimentation (arrivée d'essence bouchée) puis d'être privé de freins à cause d'un raccord de tuyauterie rompu ! Andersson a quant à lui abandonné, bras de suspension cassé. Clark et Mäkinen ont tous deux eu de sérieux problèmes de transmission avec leurs Ford Escort et ont sombré dans les profondeurs du classement.
| Pos. | Pilote           | Copilote       | Voiture                | Groupe | Pénalisations | Écart        |
| ---- | ---------------- | -------------- | ---------------------- | ------ | ------------- | ------------ |
| 1    | Björn Waldegård  | Lars Helmér    | Porsche 911 S          | 4      | 1 h 26 min    |              |
| 2    | Edgar Herrmann   | Hans Schüller  | Datsun 240Z            | 4      | 1 h 41 min    | + 15 min     |
| 3    | Sobiesław Zasada | Marian Bień    | Porsche 911 S          | 4      | 2 h 12 min    | + 46 min     |
| 3=   | Shekhar Mehta    | Mike Doughty   | Datsun 240Z            | 4      | 2 h 12 min    | + 46 min     |
| 5    | Hannu Mikkola    | Gunnar Palm    | Ford Escort TC         | 2      | 2 h 14 min    | + 48 min     |
| 6    | Bert Shankland   | Chris Bates    | Peugeot 504            | 2      | 2 h 29 min    | + 1 h 03 min |
| 7    | Rauno Aaltonen   | Paul Easter    | Datsun 240Z            | 4      | 2 h 41 min    | + 1 h 15 min |
| 8    | Robin Hillyar    | Jock Aird      | Ford Escort TC         | 2      | 2 h 52 min    | + 1 h 26 min |
| 9    | Harry Källström  | Gunnar Häggbom | Lancia Fulvia coupé HF | 4      | 2 h 58 min    | + 1 h 32 min |
| 10   | Robin Ulyate     | Ivan Smith     | BMW 2002 Ti            | 2      | 3 h 18 min    | + 1 h 52 min |

#### Kampala - Kabale
Les concurrents repartent de Kampala peu avant minuit. Le parcours, en direction de l'ouest, devient plus montagneux. Les pistes restent sèches. Waldegård ne tarde pas à rattraper Zasada, parti quelques minutes avant lui. Il ne peut cependant le dépasser facilement, la poussière soulevée par la première voiture ôtant toute visibilité, et tente de le contacter par radio. Mais l'équipage polonais l'a débranchée et ne se rend pas compte que l'autre Porsche est juste derrière. Waldegård reste bloqué derrière durant quelques kilomètres avant de voir son coéquipier freiner et se déporter légèrement à gauche ; il pense que c'est une invitation à doubler et déboîte sur la droite, découvrant trop tard que la piste tournait à gauche ! Le Suédois heurte le talus, cassant une roue et faussant sa suspension. L'abandon est inévitable. Herrmann se retrouve en tête, avec environ une demi-heure d'avance sur Zasada, Mehta et Mikkola. Dernier regroupement avant la frontière kényane, la ville de Kabale est atteinte le dimanche, vers quatre heures du matin. Herrmann compte alors trente-cinq minutes d'avance sur Mikkola, qui vient de remonter en deuxième position, juste devant Zasada et Mehta. Aaltonen, cinquième, est un quart d'heure plus loin, avec une bonne demi-heure de marge sur la 504 de Shankland et l'Escort de Robin Hillyar.
| Pos. | Pilote           | Copilote       | Voiture                | Groupe | Pénalisations | Écart        |
| ---- | ---------------- | -------------- | ---------------------- | ------ | ------------- | ------------ |
| 1    | Edgar Herrmann   | Hans Schüller  | Datsun 240Z            | 4      | 1 h 53 min    |              |
| 2    | Hannu Mikkola    | Gunnar Palm    | Ford Escort TC         | 2      | 2 h 28 min    | + 35 min     |
| 3    | Sobiesław Zasada | Marian Bień    | Porsche 911 S          | 4      | 2 h 29 min    | + 36 min     |
| 3=   | Shekhar Mehta    | Mike Doughty   | Datsun 240Z            | 4      | 2 h 29 min    | + 36 min     |
| 5    | Rauno Aaltonen   | Paul Easter    | Datsun 240Z            | 4      | 2 h 44 min    | + 51 min     |
| 6    | Bert Shankland   | Chris Bates    | Peugeot 504            | 2      | 3 h 15 min    | + 1 h 22 min |
| 7    | Robin Hillyar    | Jock Aird      | Ford Escort TC         | 2      | 3 h 22 min    | + 1 h 29 min |
| 8    | Harry Källström  | Gunnar Häggbom | Lancia Fulvia coupé HF | 4      | 3 h 29 min    | + 1 h 36 min |
| 9    | Robin Ulyate     | Ivan Smith     | BMW 2002 Ti            | 2      | 4 h 11 min    | + 2 h 18 min |
| 10   | Vic Preston Jr   | Bev Smith      | Ford Escort TC         | 2      | 4 h 14 min    | + 2 h 21 min |

#### Kabale - Nakuru

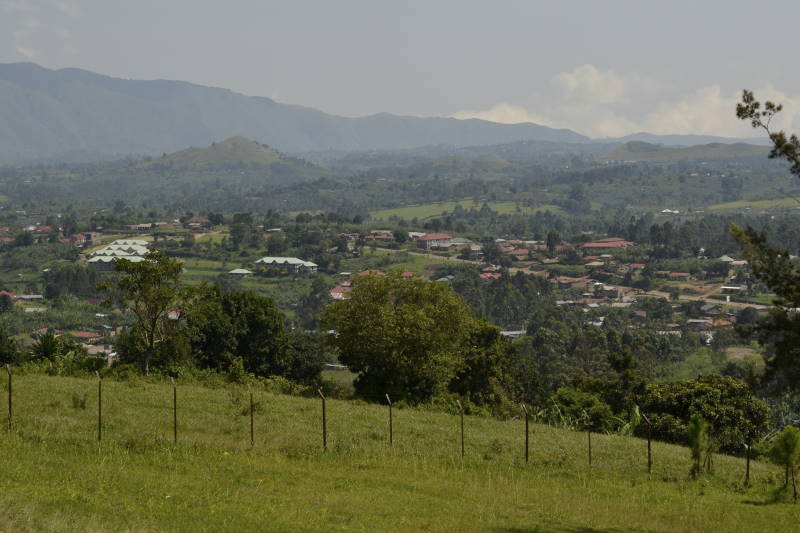
Fort Portal, sur le parcours de la deuxième étape.

Il commence à pleuvoir lorsque les voitures s'élancent de Kabale. Mikkola espère bien combler son retard sur la Datsun de tête mais casse la barre stabilisatrice de son Escort peu avant Fort Portal. Il n'est pas loin d'un point d'assistance Ford et parvient à la faire remplacer en une vingtaine de minute. Il ne parviendra cependant pas à repartir, le moteur refusant de redémarrer, joint de culasse claqué. L'équipage n'avait pu se rendre compte que le moteur avait surchauffé, le thermomètre ayant cassé un peu auparavant. Mehta, qui avait haussé le rythme, accède à la deuxième place, devant Zasada. Le pilote indo-ougandais grignote peu à peu son retard sur son coéquipier Herrmann. Celui-ci va sortir de la route et endommager un demi-arbre, perdant environ un quart d'heure ; au contrôle de Jinja, l'écart entre les deux Datsun de tête n'est plus que de quatorze minutes. Aaltonen, qui tenait la quatrième place derrière Zasada, va perdre plus de deux heures, cassant à deux reprises sa traverse de suspension arrière. Il rétrograde derrière Shankland et Hillyar. Sur les pistes boueuses, Mehta accentue son effort et au moment de passer la frontière kényane, une seule minute sépare les deux premiers. La piste devient de plus en plus boueuse et glissante, le dimanche après-midi, et Herrmann parvient à reprendre un peu d'avance. Il ralliera le parc fermé de Nakuru avec un avantage de huit minutes sur son jeune coéquipier. Zasada est un quart d'heure plus loin. Seuls les trois premiers peuvent viser la victoire à la régulière, Hillyar, quatrième devant Shankland et Aaltonen, approchant les deux heures de retard.
| Pos. | Pilote           | Copilote       | Voiture                | Groupe | Pénalisations | Écart        |
| ---- | ---------------- | -------------- | ---------------------- | ------ | ------------- | ------------ |
| 1    | Edgar Herrmann   | Hans Schüller  | Datsun 240Z            | 4      | 2 h 38 min    |              |
| 2    | Shekhar Mehta    | Mike Doughty   | Datsun 240Z            | 4      | 2 h 46 min    | + 8 min      |
| 3    | Sobiesław Zasada | Marian Bień    | Porsche 911 S          | 4      | 3 h 00 min    | + 22 min     |
| 4    | Robin Hillyar    | Jock Aird      | Ford Escort TC         | 2      | 4 h 25 min    | + 1 h 47 min |
| 5    | Bert Shankland   | Chris Bates    | Peugeot 504            | 2      | 4 h 40 min    | + 2 h 02 min |
| 6    | Rauno Aaltonen   | Paul Easter    | Datsun 240Z            | 4      | 4 h 48 min    | + 2 h 10 min |
| 7    | Vic Preston Jr   | Bev Smith      | Ford Escort TC         | 2      | 5 h 36 min    | + 2 h 58 min |
| 8    | Harry Källström  | Gunnar Häggbom | Lancia Fulvia coupé HF | 4      | 6 h 14 min    | + 3 h 36 min |
| 9    | Hugh Lionnet     | Philip Hechle  | Peugeot 504            | 2      | 6 h 25 min    | + 3 h 47 min |
| 10   | Robin Ulyate     | Ivan Smith     | BMW 2002 Ti            | 2      | 6 h 58 min    | + 4 h 20 min |

#### Nakuru - Nairobi
Alors que Zasada va jouer la prudence, Les deux premiers bataillent fermement pour la première place. À Meru, Mehta a pris la tête, une minute devant Herrmann. Dans la jungle, entre Meru et Embu, la pluie a cessé mais la piste reste très glissante. Mehta, qui ouvre maintenant la route, porte son avance à cinq minute avant de s'embourber dans une montée assez raide. Il doit monter les chaînes afin de se dégager et perd plusieurs minutes avant d'être tiré par une Land Rover de la police arrivée sur place. Herrmann va également s'enliser dans ce passage mais, immédiatement aidé, va être nettement moins pénalisé, retrouvant le commandement de la course, quatre minutes devant son coéquipier. La course est jouée, la dernière partie du parcours n'offrant aucune difficulté. Herrmann remporte le Safari pour la deuxième année consécutive, Datsun réalisant un nouveau doublé. Alors qu'il tenait la troisième place, des ennuis de démarreur ont fait perdre plus d'une heure à Zasada, qui a rétrogradé au cinquième rang derrière Shankland (qui s'impose en groupe 2) et Hillyar. Bien qu'accablé par les problèmes mécaniques, Aaltonen termine septième, entre la Ford de Vic Preston Jr et la Lancia de Källström, seule rescapée de l'équipe italienne. Seulement trente-deux voitures ont atteint l'arrivée.

### Classement général

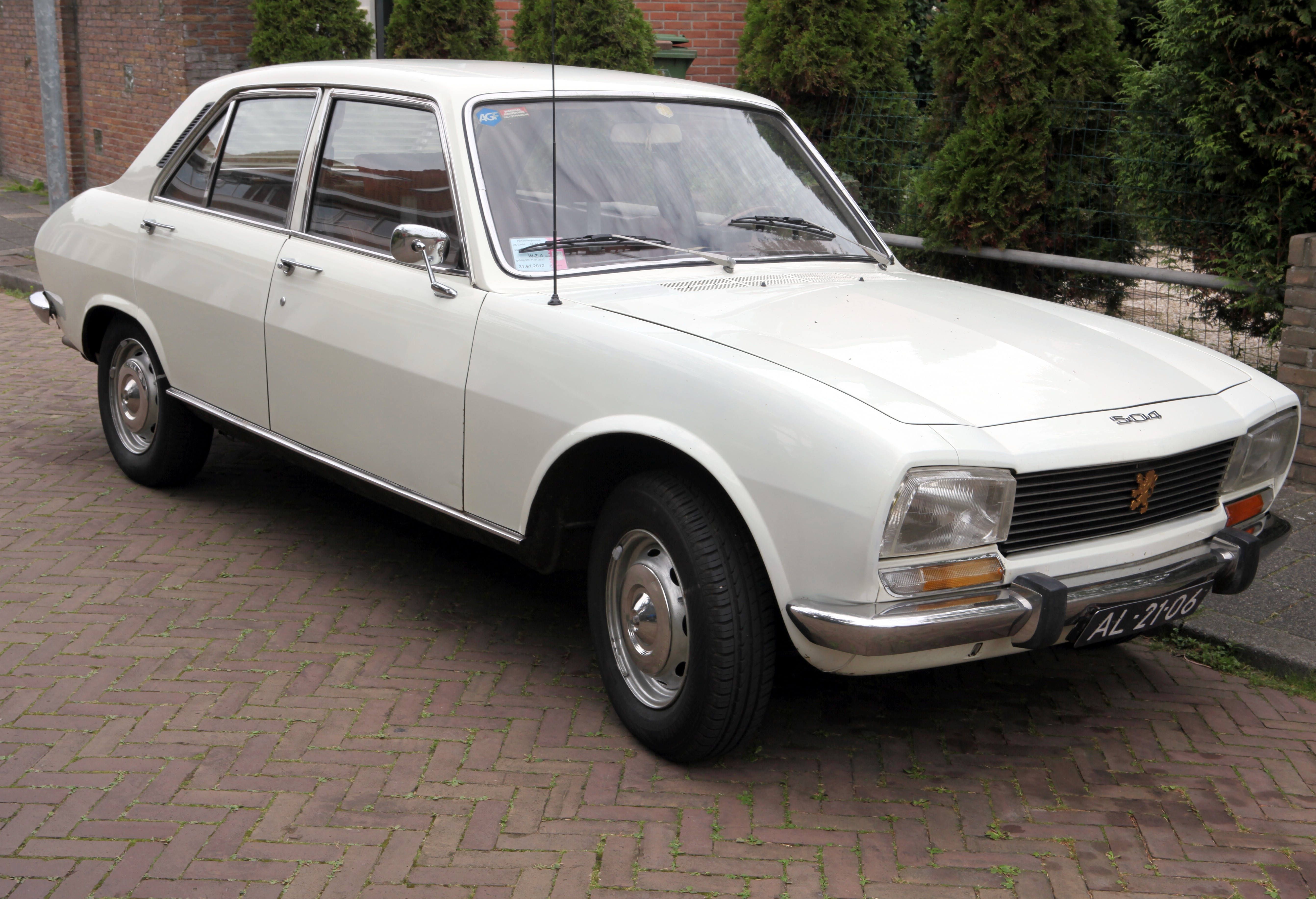
Bert Shankland s'est classé troisième au volant d'une Peugeot 504 à l'aspect proche de ce modèle de série.

| Pos | No | Pilote           | Copilote       | Voiture                | Pénalisations | Écart        | Groupe |
| --- | -- | ---------------- | -------------- | ---------------------- | ------------- | ------------ | ------ |
| 1   | 11 | Edgar Herrmann   | Hans Schüller  | Datsun 240Z            | 3 h 37 min    |              | 4      |
| 2   | 31 | Shekhar Mehta    | Mike Doughty   | Datsun 240Z            | 3 h 40 min    | + 3 min      | 4      |
| 3   | 15 | Bert Shankland   | Chris Bates    | Peugeot 504            | 5 h 48 min    | + 2 h 11 min | 2      |
| 4   | 3  | Robin Hillyar    | Jock Aird      | Ford Escort TC         | 5 h 49 min    | + 2 h 12 min | 2      |
| 5   | 19 | Sobiesław Zasada | Marian Bień    | Porsche 911 S          | 6 h 08 min    | + 2 h 31 min | 4      |
| 6   | 17 | Vic Preston Jr   | Bev Smith      | Ford Escort TC         | 6 h 42 min    | + 3 h 05 min | 2      |
| 7   | 12 | Rauno Aaltonen   | Paul Easter    | Datsun 240Z            | 7 h 17 min    | + 3 h 40 min | 4      |
| 8   | 21 | Harry Källström  | Gunnar Häggbom | Lancia Fulvia coupé HF | 7 h 56 min    | + 4 h 19 min | 4      |
| 9   | 6  | Robin Ulyate     | Ivan Smith     | BMW 2002 Ti            | 8 h 31 min    | + 4 h 54 min | 2      |
| 10  | 10 | Peter Huth       | John McConnell | Peugeot 504            | 9 h 19 min    | + 5 h 42 min | 2      |

### Équipages de tête
- Rauno Aaltonen -  Paul Easter (Datsun 240Z) : au début de la première étape
- Hannu Mikkola -  Gunnar Palm (Ford Escort TC) : au cours de la première étape
- Björn Waldegård -  Lars Helmér (Porsche 911 S) : jusqu'au milieu de la deuxième étape
- Edgar Herrmann -  Hans Schüller (Datsun 240Z) : au cours de la deuxième étape
- Shekhar Mehta -  Mike Doughty (Datsun 240Z) : au cours de la deuxième étape
- Edgar Herrmann -  Hans Schüller (Datsun 240Z) : jusqu'à la fin de la deuxième étape

## Résultats des principaux engagés
| No | Pilote           | Copilote            | Voiture                | Groupe | Classement général                             | Class. groupe |
| -- | ---------------- | ------------------- | ---------------------- | ------ | ---------------------------------------------- | ------------- |
| 1  | Åke Andersson    | Hans Thorszelius    | Porsche 911 S          | 4      | ab. dans la 2e étape (supports d'amortisseurs) | -             |
| 3  | Robin Hillyar    | Jock Aird           | Ford Escort TC         | 2      | 4e à 2 h 12 min                                | 2e            |
| 4  | Stig Blomqvist   | Arne Hertz          | Saab 96 V4             | 2      | 13e à 6 h 57 min                               | 8e            |
| 5  | Hugh Lionnet     | Philip Hechle       | Peugeot 504            | 2      | 11e à 5 min 57 s                               | 6e            |
| 6  | Robin Ulyate     | Ivan Smith          | BMW 2002 Ti            | 2      | 9e à 4 h 54 min                                | 4e            |
| 7  | Bob Gerrish      | Jack Simonian       | Datsun 240Z            | 4      | ab. dans la 1re étape (alternateur)            | -             |
| 8  | Hannu Mikkola    | Gunnar Palm         | Ford Escort TC         | 2      | ab. dans la 2e étape (joint de culasse)        | -             |
| 9  | Rosemary Smith   | Diane Haldane       | Datsun 1600 SSS        | 2      | ab. dans la 1re étape                          | -             |
| 10 | Peter Huth       | John McConnell      | Peugeot 504            | 2      | 10e à 5 h 42 min                               | 5e            |
| 11 | Edgar Herrmann   | Hans Schüller       | Datsun 240Z            | 4      | 1er                                            | 1er           |
| 12 | Rauno Aaltonen   | Paul Easter         | Datsun 240Z            | 4      | 7e à 3 h 40 min                                | 4e            |
| 15 | Bert Shankland   | Chris Bates         | Peugeot 504            | 2      | 3e à 2 h 11 min                                | 1er           |
| 17 | Vic Preston Jr   | Bev Smith           | Ford Escort TC         | 2      | 6e à 3 h 05 min                                | 3e            |
| 18 | Tony Fall        | Mike Wood           | Lancia Fulvia coupé HF | 4      | ab. dans la 2e étape (boîte de vitesses)       | -             |
| 19 | Sobiesław Zasada | Marian Bień         | Porsche 911 S          | 4      | 5e à 2 h 31 min                                | 3e            |
| 20 | Solve Andreasson | Berndt Melin        | Saab 96 V4             | 2      | 18e à 8 h 16 min                               | 13e           |
| 21 | Harry Källström  | Gunnar Häggbom      | Lancia Fulvia coupé HF | 4      | 8e à 7 h 56 min                                | 5e            |
| 23 | Kim Mandeville   | Stuart Allison      | Peugeot 504            | 2      | ab. dans la 1re étape (accident)               | -             |
| 24 | Timo Mäkinen     | Henry Liddon        | Ford Escort TC         | 2      | 20e à 9 h 33 min                               | 15e           |
| 25 | Roger Clark      | Gilbert Staepelaere | Ford Escort TC         | 2      | 24e à 12 h 31 min                              | 19e           |
| 26 | Jean-Louis Haxhe | Christian Delferier | DAF 55                 | 2      | ab. dans la 2e étape (transmission)            | -             |
| 27 | Claude Laurent   | Jacques Marché      | DAF 55                 | 2      | 27e à 15 h 02 min                              | 22e           |
| 28 | Jamil Din        | Mateen Mughal       | Peugeot 504            | 2      | 14e à 7 h 06 min                               | 9e            |
| 29 | Bengt Söderström | Torsten Palm        | Volvo 142 S            | 2      | 19e à 8 h 28 min                               | 14e           |
| 30 | Joginder Singh   | Jaswant Singh       | Ford Escort TC         | 2      | 16e à 7 h 17 min                               | 12e           |
| 31 | Shekhar Mehta    | Mike Doughty        | Datsun 240Z            | 4      | 2e à 3 min                                     | 2e            |
| 32 | Sandro Munari    | Lofty Drews         | Lancia Fulvia coupé HF | 4      | ab. dans la 1re étape (demi-arbre)             | -             |
| 33 | Björn Waldegård  | Lars Helmér         | Porsche 911 S          | 4      | ab. dans la 2e étape (sortie de route)         | -             |
| 36 | Simo Lampinen    | John Davenport      | Lancia Fulvia coupé HF | 4      | ab. dans la 2e étape (boîte de vitesses)       | -             |
| 43 | Roger Harris     | Peter Austin        | Peugeot 504            | 2      | 12e à 6 h 19 min                               | 7e            |
| 61 | Peter Parsons    | David McConnell     | Peugeot 304            | 2      | 21e à 9 h 55 min                               | 16e           |
| 67 | Aziz Tejpar      | Natu Vadgama        | DAF 55                 | 2      | ab. dans la 2e étape (transmission)            | -             |
| 78 | Wim Luijbregts   | Kees Luijbregts     | DAF 55                 | 2      | ab. dans la 2e étape (transmission)            | -             |
| 88 | Sam Dhebar       | Brian Green         | Peugeot 304            | 2      | 28e à 15 h 04 min                              | 23e           |

## Classement du championnat à l'issue de la course
- Attribution des points : 9, 6, 4, 3, 2, 1 respectivement aux six premières marques de chaque épreuve (sans cumul, seule la voiture la mieux classée de chaque constructeur marque des points).
- Troisième du Rallye Monte-Carlo à égalité avec une des Alpine, Porsche a marqué 3,5 points lors de cette épreuve[7].

| Pos. | Marque  | Points | M-C | SUE | SAN | SAF | MAR | AUT | ACR | ALP | RAC |
| ---- | ------- | ------ | --- | --- | --- | --- | --- | --- | --- | --- | --- |
| 1    | Alpine  | 18     | 9   | -   | 9   | -   |     |     |     |     |     |
| 2    | Datsun  | 11     | 2   | -   | -   | 9   |     |     |     |     |     |
| 2=   | Lancia  | 11     | 1   | 4   | 6   | -   |     |     |     |     |     |
| 4    | Saab    | 9      | -   | 9   | -   | -   |     |     |     |     |     |
| 5    | Porsche | 8,5    | 3,5 | 3   | -   | 2   |     |     |     |     |     |
| 6    | BMW     | 6      | -   | 6   | -   | -   |     |     |     |     |     |
| 7    | Peugeot | 4      | -   | -   | -   | 4   |     |     |     |     |     |
| 8    | Ford    | 3      | -   | -   | -   | 3   |     |     |     |     |     |
| 9    | Opel    | 2      | -   | 2   | -   | -   |     |     |     |     |     |
| 9=   | Fiat    | 2      | -   | -   | 2   | -   |     |     |     |     |     |